# Wereldkampioenschappen kunstschaatsen 1939
De Wereldkampioenschappen kunstschaatsen 1939 werden gevormd door drie toernooien die door de Internationale Schaatsunie werden georganiseerd.
Voor de vrouwen was het de 27e editie. Hun kampioenschap vond op 11 en 12 februari plaats in Praag, Tsjechoslowakije. Praag was voor het eerst gaststad voor een WK kunstschaatsentoernooi, voor Tsjechoslowakije gold dit als gastland.
Voor de mannen was het de 37e editie, voor de paren de 25e editie. Hun kampioenschappen vonden op 17, 18 en 19 februari plaats op de ijsbaan Városligeti Müjégpálya in het stadspark van Boedapest, Hongarije. Boedapest was voor de vierde maal gaststad, voor Hongarije gold dit als gastland. In 1909 werd het vrouwentoernooi er georganiseerd, toen het land nog deel uitmaakte van Oostenrijk-Hongarije. In 1929 werden de toernooien voor vrouwen en paren er gehouden en in 1935 ook de toernooien voor mannen en paren.

## Deelname
Er namen deelnemers uit veertien landen deel aan deze kampioenschappen. Zij vulden 36 startplaatsen in. Voor het eerst namen er deelnemers uit Joegoslavië en Roemenië deel aan het WK. Zij waren het negentiende en twintigste land waarvan ten minste een deelnemer aan een van de WK kampioenschappen deelnam. De Roemeen Max Bindea kwam uit in het mannentoernooi, De Joegoslaven Silva Palme / Paul Schwab bij de paren.
Als gevolg van de Anschluss waren de Oostenrijkse deelnemers Edi Rada, Emmy Putzinger, Anita Wägeler en Ilse Pausin / Erich Pausin officieel vertegenwoordigers van het Duitse Rijk op dit WK. De Oostenrijker Herbert Alward kwam dit jaar voor Hongarije uit.
(Tussen haakjes het totaal aantal startplaatsen in de drie toernooien.)
| nazi-Duitsland (10) Hongarije (6) Verenigd Koninkrijk (6) Noorwegen (3) Polen (2) | Tsjecho-Slowakije (2) Denemarken (1) Frankrijk (1) Joegoslavië (1) Roemenië (1) | Verenigde Staten (1) Zweden (1) Zwitserland (1) |

## Medailleverdeling
Bij de mannen werd Graham Sharp de elfde wereldkampioen en de eerste Brit die de wereldtitel bij de mannen behaalde. Het was zijn vierde medaille, in 1936, 1937 en 1938 veroverde hij de zilveren medaille. Voor zijn landgenoot Freddie Tomlins op plaats twee en Horst Faber op plaats drie was het hun eerste WK medaille.
Bij de vrouwen prolongeerde Megan Taylor de wereldtitel, zij behaalde haar vijfde medaille, in 1934, 1936 en 1937 won ze de zilveren medaille. Met de zilveren medaille behaalde Hedy Stenuf haar tweede medaille, in 1938 veroverde ze brons. Met de bronzen medaille behaalde Daphne Walker haar eerste medaille.
Bij de paren was het erepodium voor de tweede keer een kopie van het vorige jaar. In 1937 was het podium een kopie van 1936. Het paar Herber / Baier veroverden voor het vierde jaar oprij de wereldtitel. Voor hen was het de vijfde medaille als paar, in 1934 behaalden ze de bronzen medaille. Voor Baier was het zijn negende medaille, hij won ook nog vier medailles in het mannentoernooi. Broer en zus Pausin behaalden voor het vijfde opeenvolgende jaar de zilveren medaille, het was ook hun vijfde medaille. Met de bronzen medaille behaalde het paar Koch / Noack hun tweede medaille.
| Discipline | Goud                      | Zilver                     | Brons                     |
| ---------- | ------------------------- | -------------------------- | ------------------------- |
| Mannen     | Graham Sharp              | Freddie Tomlins            | Horst Faber               |
| Vrouwen    | Megan Taylor              | Hedy Stenuf                | Daphne Walker             |
| Paren      | Maxi Herber / Ernst Baier | Ilse Pausin / Erich Pausin | Inge Koch / Gunther Noack |

## Uitslagen
| #      | naam (deelname)      | land                                      | pc |
| ------ | -------------------- | ----------------------------------------- | -- |
| Goud   | Graham Sharp (6)     | Vlag van Verenigd Koninkrijk              | 5  |
| Zilver | Freddie Tomlins (3)  | Vlag van Verenigd Koninkrijk              | 11 |
| Brons  | Horst Faber (2)      | Vlag van nazi-Duitsland                   | 15 |
| 4      | Edi Rada (2)         | Vlag van nazi-Duitsland                   | 24 |
| 5      | Herbert Alward (4)   | Vlag van Hongarije (1915-1918, 1919-1946) | 27 |
| 6      | Elemér Terták (5)    | Vlag van Hongarije (1915-1918, 1919-1946) | 25 |
| 7      | Kristof Kallay       | Vlag van Hongarije (1915-1918, 1919-1946) | 36 |
| 8      | Franz Loichinger     | Vlag van nazi-Duitsland                   | 39 |
| 9      | Per Cock-Clausen (2) | Vlag van Denemarken                       | 43 |
| 10     | Max Bindea           | Vlag van Roemenië                         | 52 |
| 11     | Alfred Hirv          | Vlag van Polen (1928-1980)                | 53 |

| #      | naam (deelname)            | land                         | pc |
| ------ | -------------------------- | ---------------------------- | -- |
| Goud   | Megan Taylor (7)           | Vlag van Verenigd Koninkrijk | 5  |
| Zilver | Hedy Stenuf (4)            | Vlag van Verenigde Staten    | 14 |
| Brons  | Daphne Walker (2)          | Vlag van Verenigd Koninkrijk | 15 |
| 4      | Lydia Veicht (2)           | Vlag van nazi-Duitsland      | 18 |
| 5      | Eva Nyklova                | Vlag van Tsjecho-Slowakije   | 27 |
| 6      | Emmy Putzinger (4)         | Vlag van nazi-Duitsland      | 29 |
| 7      | Marta Musilek              | Vlag van nazi-Duitsland      | 37 |
| 8      | Gladys Jagger (4)          | Vlag van Verenigd Koninkrijk | 35 |
| 9      | Gerd Helland-Björnstad (2) | Vlag van Noorwegen           | 52 |
| 10     | Anne Marie Saether (2)     | Vlag van Noorwegen           | 53 |
| 11     | Anita Wägeler              | Vlag van nazi-Duitsland      | 54 |
| 12     | Turid Helland-Björnstad    | Vlag van Noorwegen           | 57 |
| 13     | Britta Rahlen (2)          | Vlag van Zweden              | 52 |
| 14     | Jacqueline Bossoutrot      | Vlag van Frankrijk           | 65 |
| 15     | Zdenka Porgesova           | Vlag van Tsjecho-Slowakije   | 75 |

| Tien paren uit zeven landen namen dit jaar deel aan het WK, waaronder drie debuterende. \| # \| naam (deelname) \| land \| pc \| \| ------ \| ------------------------------------------------ \| ----------------------------------------- \| ---- \| \| Goud \| Maxi Herber (5) Ernst Baier (8) \| Vlag van nazi-Duitsland \| 8 \| \| Zilver \| Ilse Pausin (5) Erich Pausin (5) \| Vlag van nazi-Duitsland \| 13 \| \| Brons \| Inge Koch (3) Gunther Noack (3) \| Vlag van nazi-Duitsland \| 24 \| \| 4 \| Piroska Szekrényessy (4) Attila Szekrényessy (4) \| Vlag van Hongarije (1915-1918, 1919-1946) \| 32 \| \| 5 \| Violet Cliff (4) Leslie Cliff (4) \| Vlag van Verenigd Koninkrijk \| 38 \| \| 6 \| Pierrette Dubois (2) Paul Dubois (2) \| Vlag van Zwitserland \| 44.5 \| \| 7 \| Nadine Szilassy Ferenc Kertesz \| Vlag van Hongarije (1915-1918, 1919-1946) \| 48 \| \| 8 \| Erika Bass Béla Barcza \| Vlag van Hongarije (1915-1918, 1919-1946) \| 51 \| \| 9 \| Stephanie Kalusz (3) Erwin Kalusz (3) \| Vlag van Polen (1928-1980) \| 62.5 \| \| 10 \| Silva Palme Paul Schwab \| Vlag van Joegoslavië (1918–1943) \| 64 \| |                                                  |                                           |      |
| # | naam (deelname)                                  | land                                      | pc   |
| Goud | Maxi Herber (5) Ernst Baier (8)                  | Vlag van nazi-Duitsland                   | 8    |
| Zilver | Ilse Pausin (5) Erich Pausin (5)                 | Vlag van nazi-Duitsland                   | 13   |
| Brons | Inge Koch (3) Gunther Noack (3)                  | Vlag van nazi-Duitsland                   | 24   |
| 4 | Piroska Szekrényessy (4) Attila Szekrényessy (4) | Vlag van Hongarije (1915-1918, 1919-1946) | 32   |
| 5 | Violet Cliff (4) Leslie Cliff (4)                | Vlag van Verenigd Koninkrijk              | 38   |
| 6 | Pierrette Dubois (2) Paul Dubois (2)             | Vlag van Zwitserland                      | 44.5 |
| 7 | Nadine Szilassy Ferenc Kertesz                   | Vlag van Hongarije (1915-1918, 1919-1946) | 48   |
| 8 | Erika Bass Béla Barcza                           | Vlag van Hongarije (1915-1918, 1919-1946) | 51   |
| 9 | Stephanie Kalusz (3) Erwin Kalusz (3)            | Vlag van Polen (1928-1980)                | 62.5 |
| 10 | Silva Palme Paul Schwab                          | Vlag van Joegoslavië (1918–1943)          | 64   |

Medaillewinnaars

Mannen · 
Vrouwen ·
Paren · 
IJsdansen

 Toernooi

1896 · 
1897 · 
1898 · 
1899 · 
1900 · 
1901 · 
1902 · 
1903 · 
1904 · 
1905 · 
1906 · 
1907 · 
1908 · 
1909 · 
1910 · 
1911 · 
1912 · 
1913 · 
1914 · 
1915-1921 · 
1922 · 
1923 · 
1924 · 
1925 · 
1926 · 
1927 · 
1928 · 
1929 · 
1930 · 
1931 · 
1932 · 
1933 · 
1934 · 
1935 · 
1936 · 
1937 · 
1938 · 
1939 ·
1940-1946 · 
1947 · 
1948 · 
1949 · 
1950 · 
1951 · 
1952 · 
1953 · 
1954 · 
1955 · 
1956 · 
1957 · 
1958 · 
1959 · 
1960 · 
1961 · 
1962 · 
1963 · 
1964 · 
1965 · 
1966 · 
1967 · 
1968 · 
1969 · 
1970 · 
1971 · 
1972 · 
1973 · 
1974 · 
1975 · 
1976 · 
1977 · 
1978 · 
1979 · 
1980 · 
1981 · 
1982 · 
1983 · 
1984 · 
1985 · 
1986 · 
1987 · 
1988 · 
1989 · 
1990 · 
1991 · 
1992 · 
1993 · 
1994 · 
1995 ·
1996 · 
1997 · 
1998 · 
1999 · 
2000 · 
2001 · 
2002 · 
2003 · 
2004 · 
2005 · 
2006 ·
2007 ·
2008 ·
2009 ·
2010 ·
2011 ·
2012 ·
2013 ·
2014 ·
2015 ·
2016 ·
2017 ·
2018 ·
2019 · 
2020 · 
2021 ·
2022 ·
2023 ·
2024

 ISU-kampioenschappen

WK kunstschaatsen junioren ·
EK kunstschaatsen ·
Viercontinentenkampioenschap ·
Olympische Spelen